# Euclystis proba
Euclystis proba är en fjärilsart som beskrevs av William Schaus 1911. Euclystis proba ingår i släktet Euclystis och familjen nattflyn. Inga underarter finns listade i Catalogue of Life.